# Szent arkangyalok templom (Bózes)
A bózesi Szent arkangyalok templom műemlékké nyilvánított épület Romániában, Hunyad megyében. A romániai műemlékek jegyzékében a  HD-II-m-A-03262 sorszámon szerepel.